# 平田英俊
平田 英俊（ひらた ひでとし、1955年〈昭和30年〉4月 - ）は、日本の航空自衛官、航空工学者。職種は研究開発。第19代航空教育集団司令官。スタンフォード大学Ph.D.。高知県出身。

## 略歴
東京大学工学部卒業、同大学院工学研究科修士課程修了(航空宇宙工学)。
- 1980年（昭和55年）4月：防衛庁（当時）航空自衛隊入隊。
- 1997年（平成09年）1月：1等空佐
- 1999年（平成11年）9月1日：航空幕僚監部防衛部防衛課防衛調整官
- 2001年（平成13年）4月1日：第8航空団整備補給群司令
- 2002年（平成14年）12月2日：航空幕僚監部防衛部防衛課長
- 2003年（平成15年）7月1日：空将補に昇任
- 2004年（平成16年）8月30日：第3航空団司令兼三沢基地司令
- 2006年（平成18年）9月2日：航空救難団司令
- 2007年（平成19年）7月3日：航空幕僚監部防衛部長
- 2009年（平成21年）3月24日：空将に昇任、南西航空混成団司令
- 2011年（平成23年）8月5日：航空自衛隊幹部学校校長
- 2012年（平成24年）7月26日：航空教育集団司令官
- 2013年（平成25年）8月22日：退官

在職中、スタンフォード大学大学院にて工学博士号を、米国防大学にて戦略論の修士号を取得。